# Krušedol kolostor
A Krušedol kolostor (szerbül: Манастир Крушедол / Manastir Krušedol) szerb ortodox kolostor a Tarcal-hegységben, a Szerémségben, Vajdaság Autonóm Tartományban. Az épületegyüttes a két szomszédos település, Krušedol Prnjavor és Krušedol Selo névadója. A kolostor az utolsó szíriai szerb despotacsalád, a Brankovics-ház öröksége. A Boldogságos Szűz Máriának szentelt kolostort a „Fruška Gora lelki jelzőfényének” és „második Studenicának” is nevezik.

## Története
A templomot 1509 és 1514 között alapította Szent Makszim (született Brankovics György), Belgrád és Srem metropolitája és édesanyja, Szerbiai Szent Angelina. Eredeti elképzelés szerint a Brankovics család mauzóleumává alakították volna át. Kezdetben a kolostor V. Basarab havasalföldi fejedelem (akinek a felesége szerb volt) és III. Vaszilij moszkvai nagyfejedelem anyagi támogatását élvezte. A kolostor 1708-ban a III. Csernojevics Arzén pátriárka által megalapított Krušedoli Metropolitanátus székhelye lett, ám 1713-ban a metropólia székhelyét átköltöztették innen Karlócára.
1670-ben a Fruška Gora-i kolostorok közül itt volt a legnagyobb szerzetesi közösség: 90 szerzetes és 12 vén élt a falai között. 1690-ben, a nagy szerb kivándorlás idején a szerzetesek elmenekültek a kolostorból és Szentendrére költöztek, magukkal vitték az értékeket, ereklyéket és műkincseket. Krušedolba 1697-ben tértek vissza. Amikor az 1716-1718-as Habsburg–török háború idején az oszmánok visszavonultak Savoyai Jenő herceg elől a péterváradi csatát követően, kifosztották és felgyújtották a kolostort, de a szerzetesek később újjáépítették.
A kolostor helyreállítása 1721-ben kezdődött és 35 évig tartott.Vićentije Popović metropolita általános konyhát, refektóriumot és pincét építtetett. A felújított kolostorban található olaj falfestmények alkotói Jov Vasiljević és Stefan Tenecki voltak.
Niandor Melentijević peći püspök a szerzetesi élet első napjától kezdve itt élt; a növendéktől a diakónuson át a papig végigjárta az összes lépcsőfokot. Arszenyij pátriárka kinevezte őt Krušedol archimandritájává, peći püspökké. Amikor azonban megtudta, hogy a Krušedol kolostor leégett, otthagyta a püspöki székét, Fruška Gorára jött, és a kolostor helyreállításának szentelte magát. A kolostor kápolnával együtt hosszú keleti oldalát építette, mellyel együtt a püspöki szobának nevezett celláját is kialakította. Épített egy fogadót és egy éléskamrát is, amelynek termését a kolostor tizedikével aratta le. Nikanor 1739-ben hunyt el, és itt is temették el, díszes faragott epitáfiuma ma is látható a templomban.
A nyugati szárny mentén egy rezidencia, valamint egy magas barokk harangtorony épült 1726-ban, amelyet újvidéki polgárok: a Bogdanovići, Nedeljko, Stojić és Vasilije családok fizettek. Az összeg nemcsak a harangok beszerzésére bizonyult elégnek hanem fedezte a templom kifestését is. 1742-ben a kolostor eleje bővült, és 1750-ben a templomot átépítették. A négyoldalú kolostori rezidencia építése 1753-ban fejeződött be. Paisios atya a templom előtt emelt díszítést cellákkal és pincével, Sophrony atya restauráltatta a cellákat. A grábóci kolostorból származó Hadži Isaija új asztalokat és kereszteket készített.
1855-1856-ban az épületek és a kolostortetők nagyszabású felújítására került sor. 1856-ban Mihajlo Obrenović herceg 2000 osztrák értékű forintot adományozott a kolostornak. Emellett Karlovčanin és Stefan Ristić ügyvéd pedig a szerbiai Szent Maxim érsek és despota kápolnáján lévő oltár  kifestését fizette, ahol akkoriban Szent Angelina ereklyéi voltak.
A második világháború alatt a kolostort ugyan nem égették fel, de ennek ellenére kifosztották és megrongálták.
A kolostor visszakapta az egykor lefoglalt 28 hektár erdőt és 160 hektár szántóföldet, amelyen kukoricát és búzát termesztenek. 2012-ben a Matica Srpska és a Vinča Nukleáris Tudományos Intézet tudományos tanulmányt tett közzé a Krušedol kolostor templomi ikonosztázáról. A konkrét művészeti alkotásokra vonatkozó adatok a történelmi feljegyzésekkel összevetve megvilágítják a festészeti anyagok és a technológia fejlődésének folyamatát az évszázadok során, mint a neves szerzők, mesterműhelyek és iskolák jellemzőit.

## Építészeti jellemzői

### Az épületegyüttes külseje
A templom eredetileg a morva építészeti iskola stílusában épült. A 18. századi átépítés után azonban hét templomablakot barokk stílusban dolgoztak át. Az egyik ablak felett a keleti oldalon egy napóra található. Ez 6:00-tól 17:00-ig mutatja az időt. A templom egy közel négyzet alakú udvar közepén áll, melyet maga a fehérre meszelt kolostorépület vesz körül.
A kolostornak saját gazdasági épületei, virágoskertje és parkja van. Nagy parkolóval rendelkezik, ettől egy hosszú téglafal választja el, ennek vörös színű kupolás bejárati kapuja a templom formájára készült.

### Az épületegyüttes belseje
A mai ikonokat és falfestményeket szimbolikusan átdolgozták az eredeti, középkori ikonoktól a barokk korig. Az ikonosztázban különböző korszakokból származó ikonok találhatók a 16. századtól a 19. századig. A belső tér eredeti freskóit 1545-ben festették, de 1745 és 1757 között olajtechnikával átfestették őket. A 18. századi festmények Jov Vasilijevič és Stefan Tenecki alkotásai.
A gazdag kolostort többször is kifosztották, a műtárgyak egy részét később visszaszolgáltatták. Az értékes tárgyak jelentős része eredetileg a Brankovics családé, vagy más szerb nemesi családoké volt. Az épület emellett egy terjedelmes könyvtárrl is rendelkezik. A régi egyházi könyveket Amfilohije hegumen hozta Oroszországból 1651-ben. Krušedolban 1662-ben íródott a „Szolgálat és akathisztus a szentekhez” című gazdagon díszített annales.

## Az ide eltemetett személyek
Az egész Brankovics család, valamint a szerb ortodox egyház két pátriárkája is Krušedolban lett eltemetve. A kolostorban eltemetett pátriárkák: III. Arsenije Čarnojević és IV. Arsenije Jovanović Šakabenta. További történelmi személyiségek sírjai közé tartozik Ljubica Obrenović hercegnő, Milos szerb fejedelem felesége, I. Milán szerb király, Brankovics György gróf (nincs köze a történelmi Brankovics családhoz), Stevan Šupljikac vajda, továbbá Isaija Đaković, Vikentije Popović-Hadžilavić és Nikanor Melentijević metropoliták és püspökök.

## Galéria

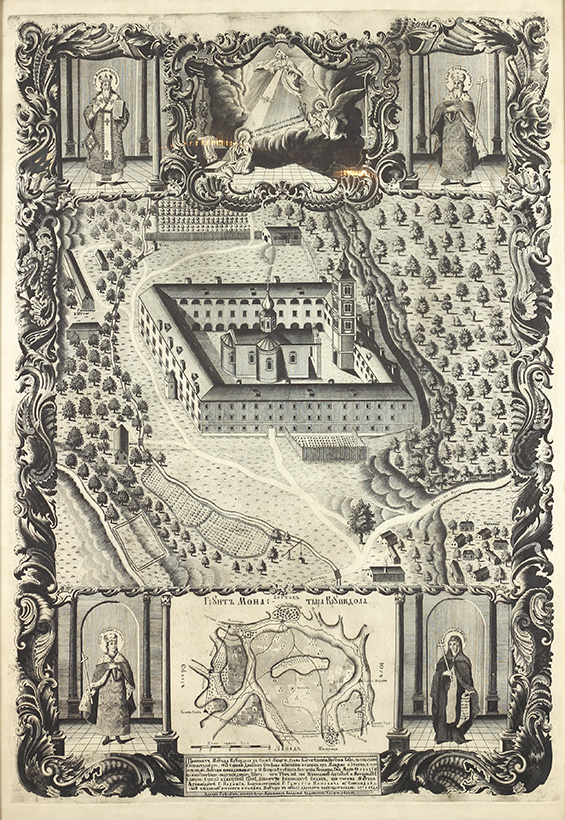
A kolostor Zaharije Orfelin 1775-ös rézmetszetén
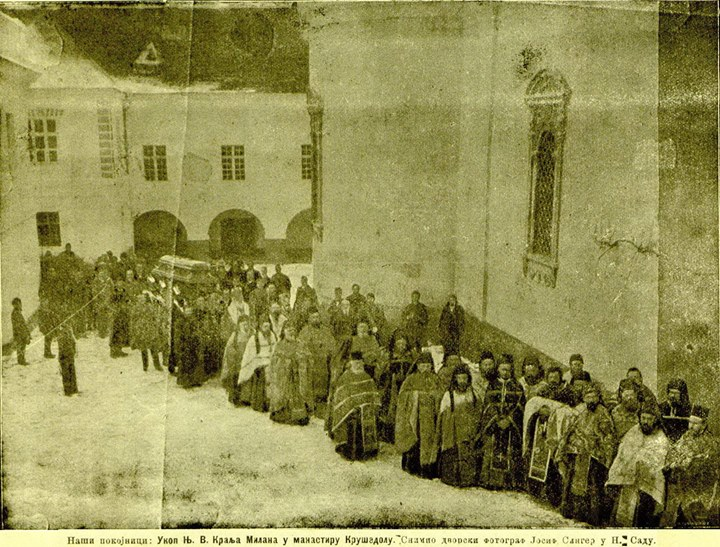
I. Milán temetése 1901-ben
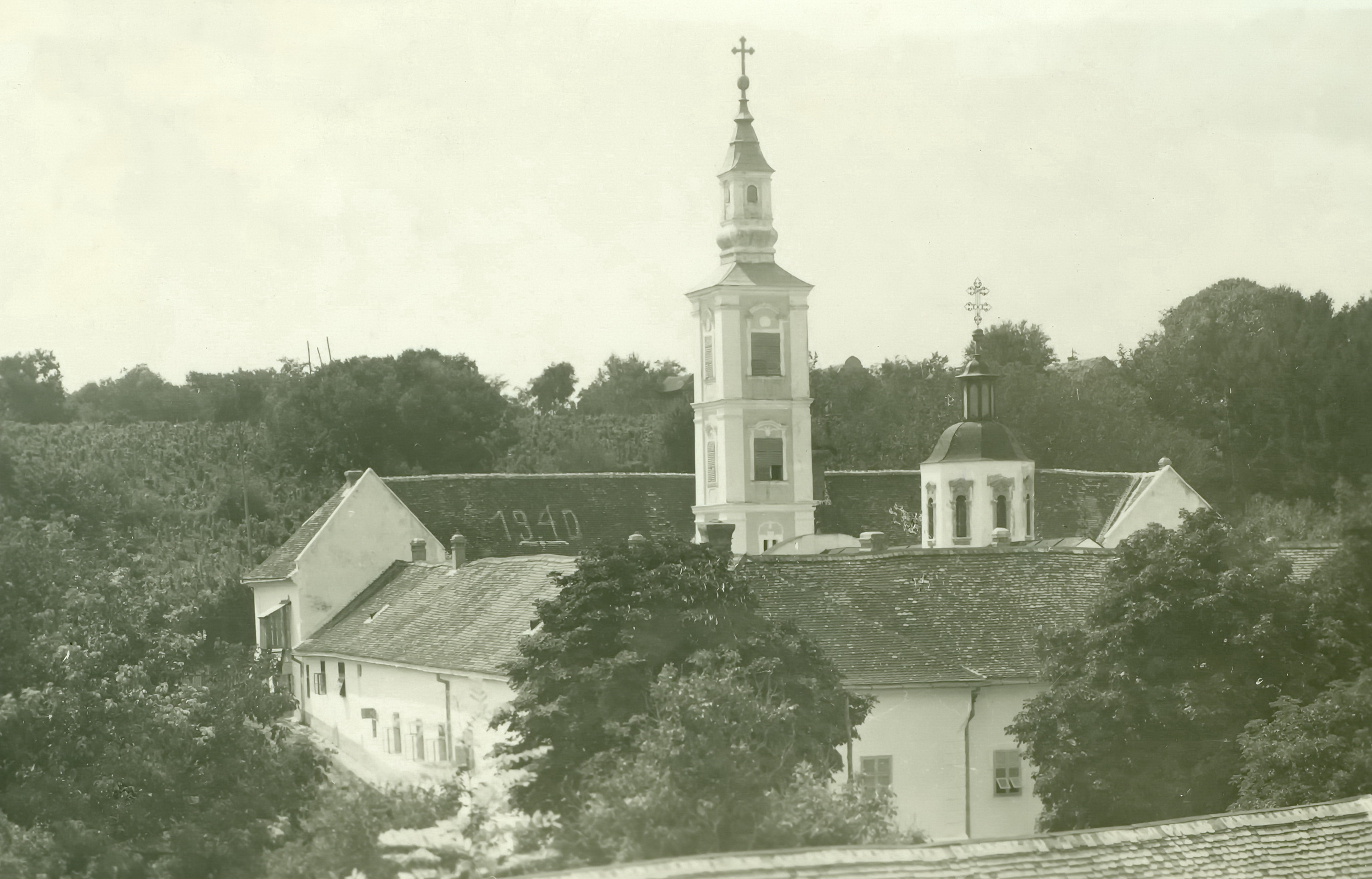
1941-ben
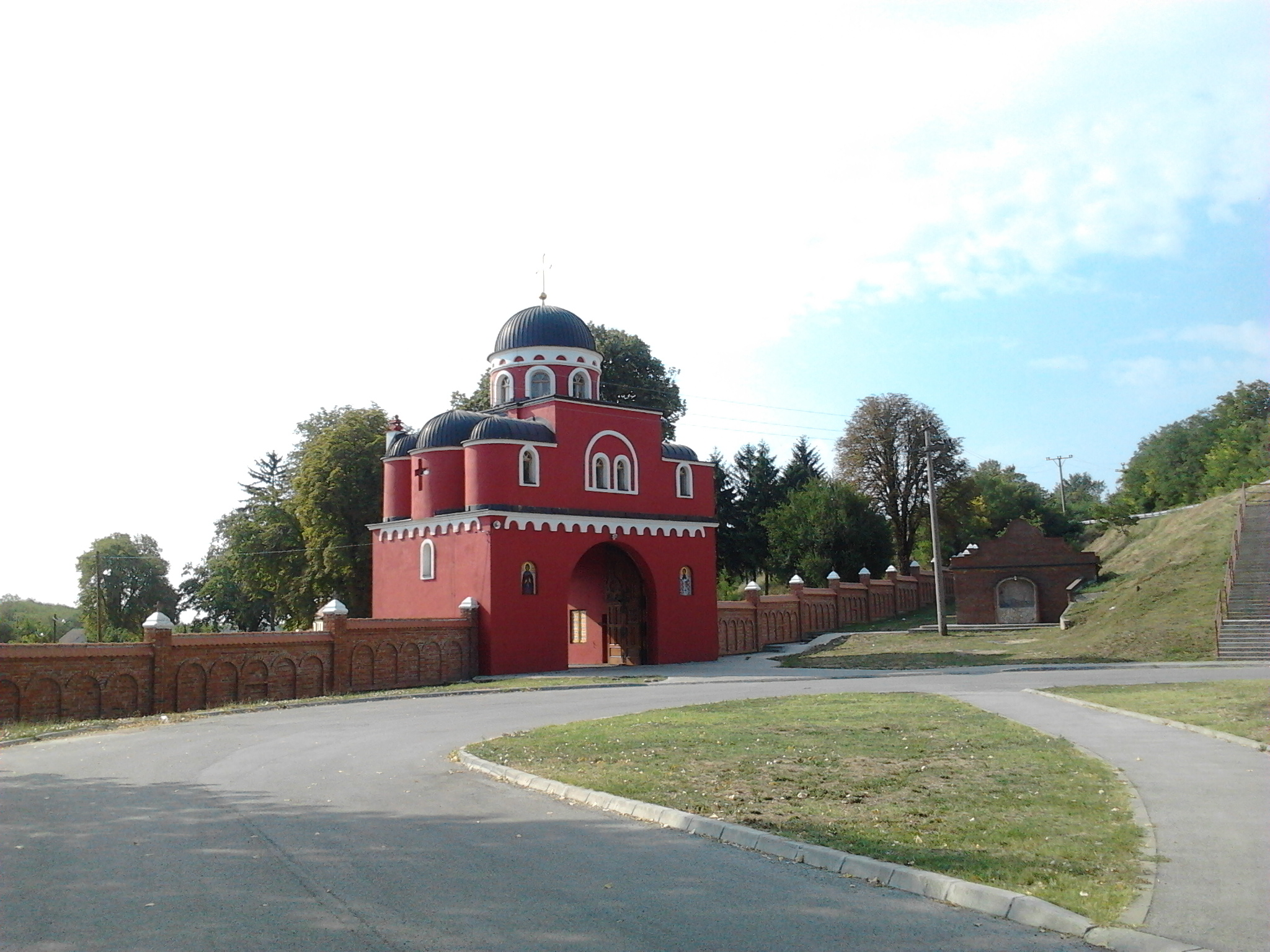
A bejárati kapu épülete
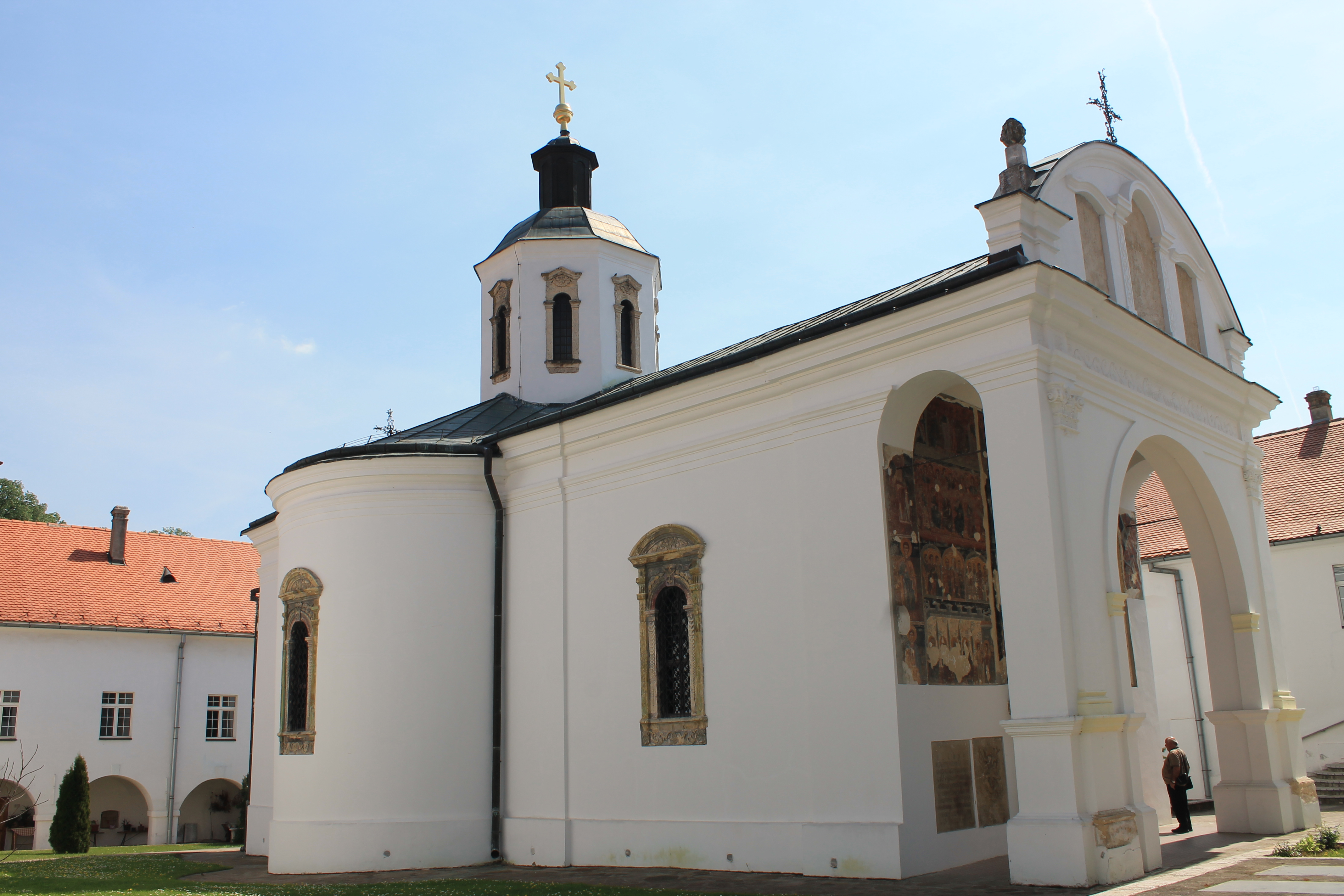
A kolostorudvar közepén álló templom
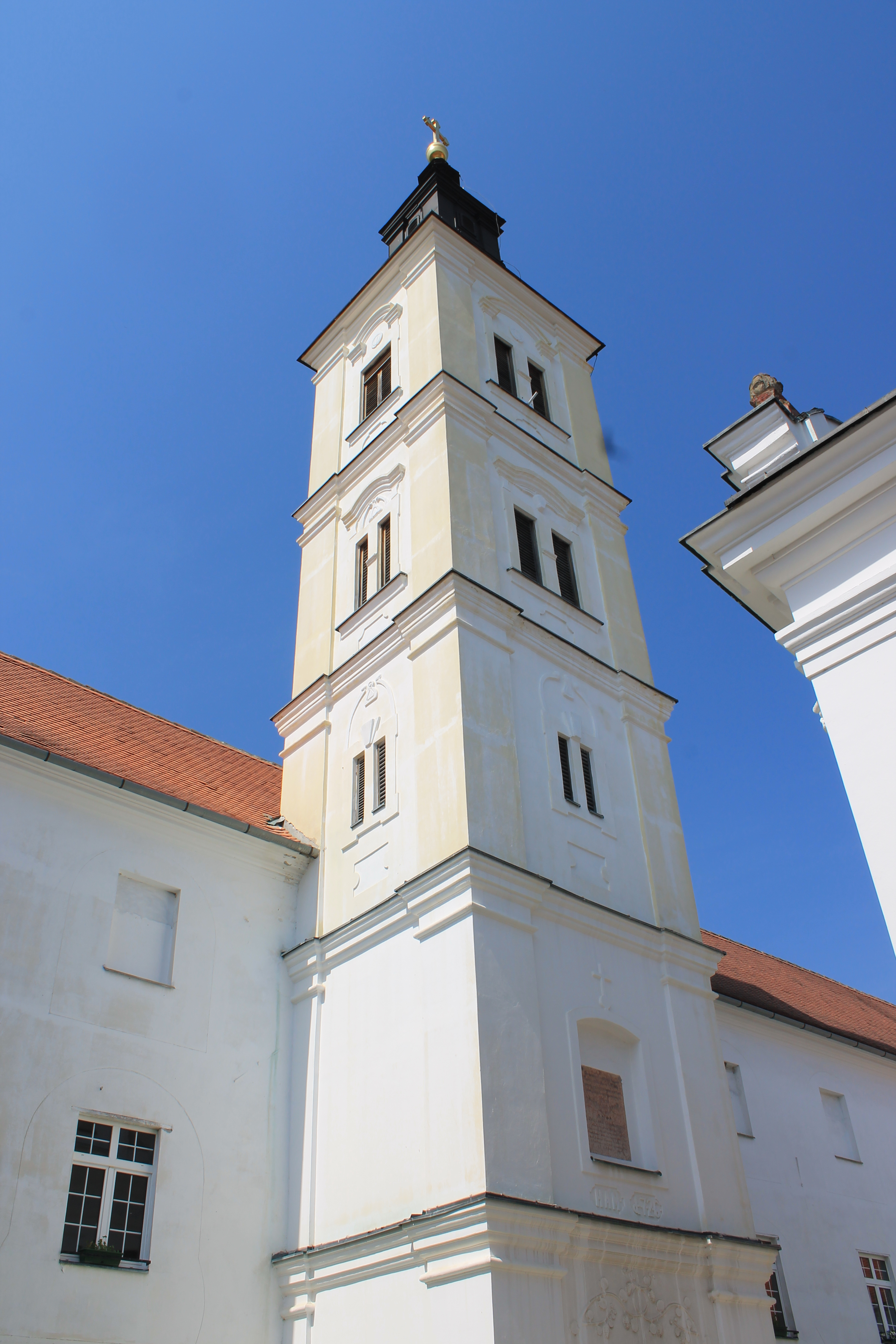
A kolostorépülethez csatlakozó barokk harangtorony
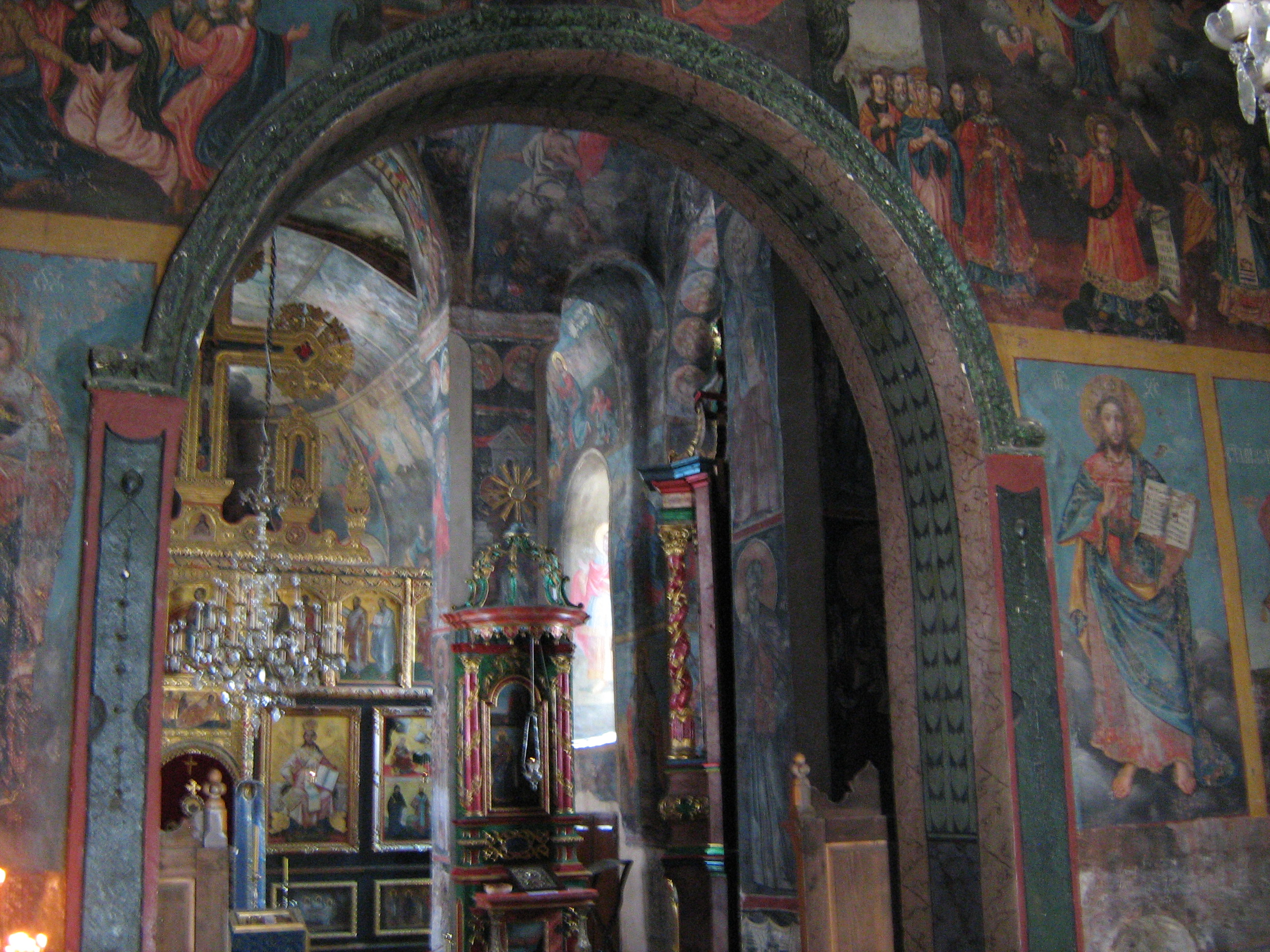
A templom belseje
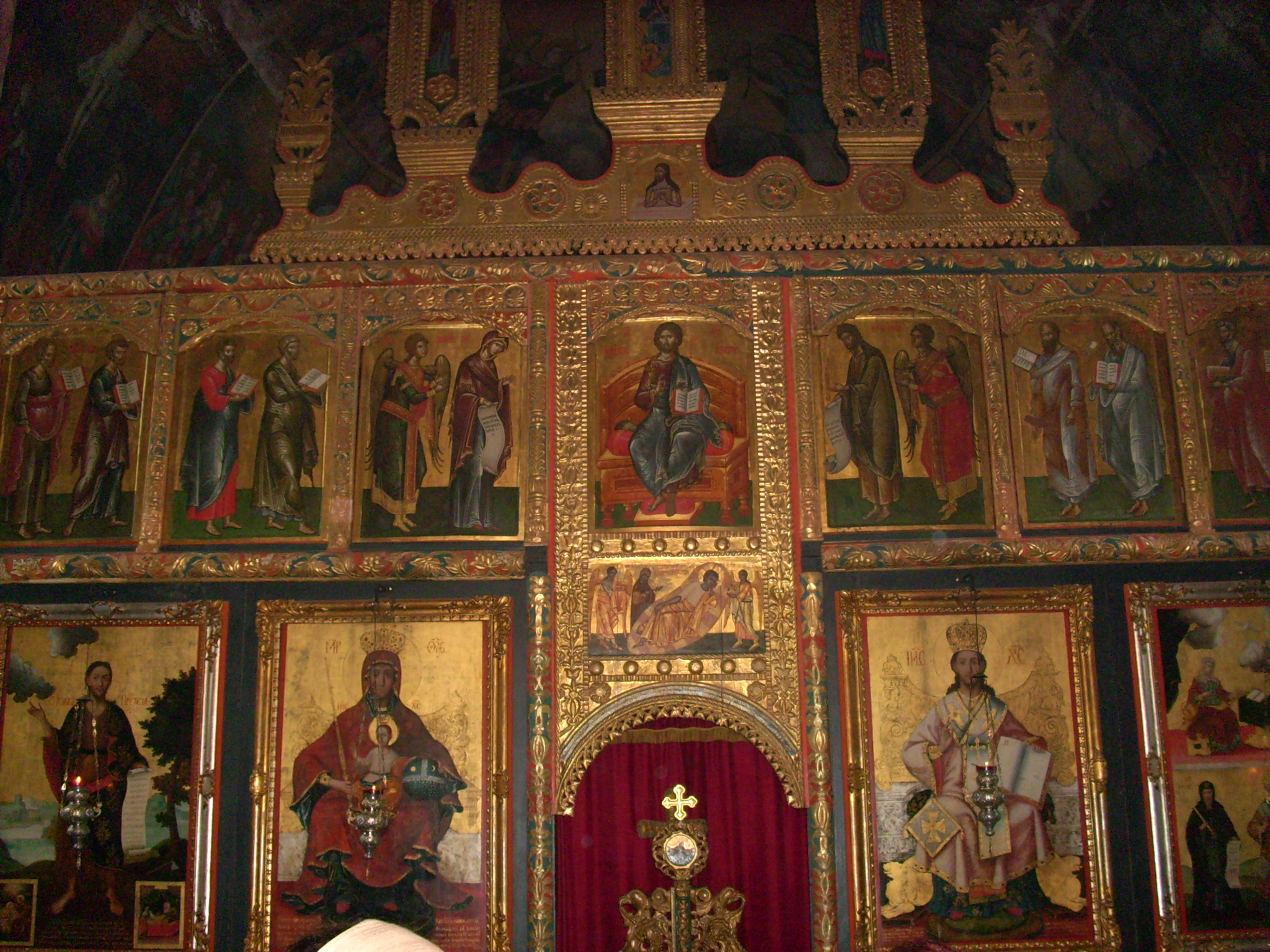
Az ikonosztáz
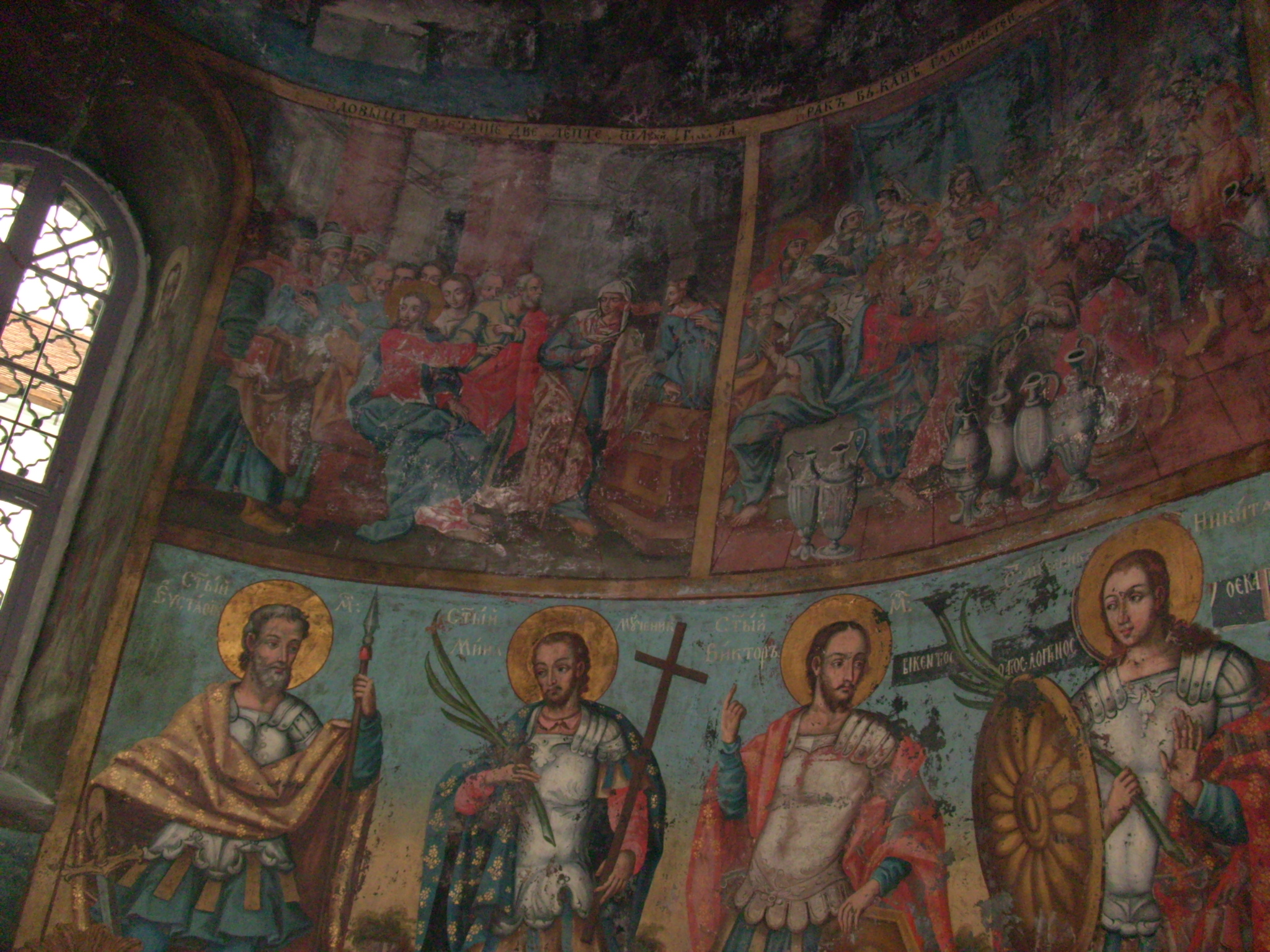
Részlet a rendkívül gazdag freskódíszítésből
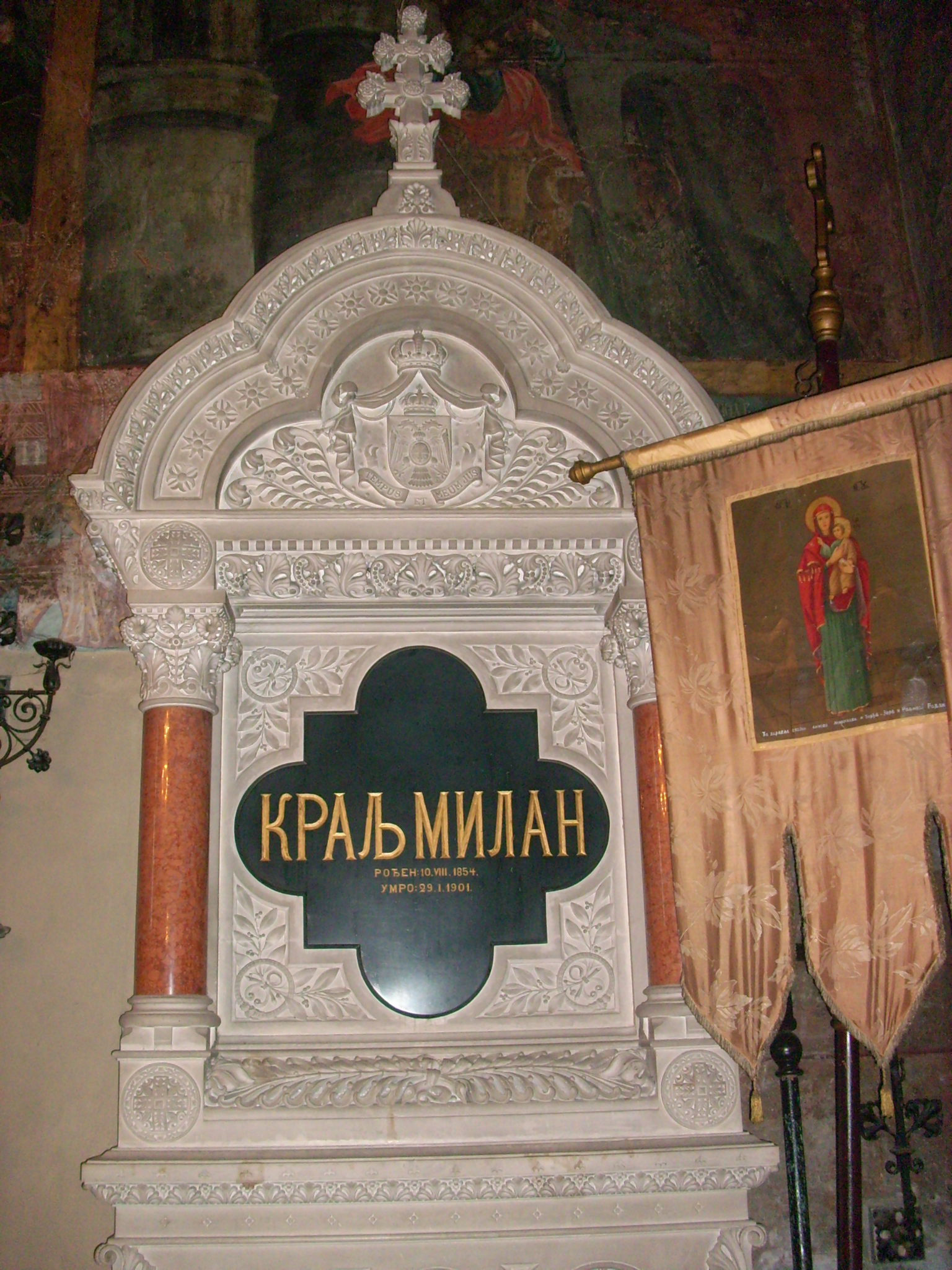
I. Milán szerb király síremléke
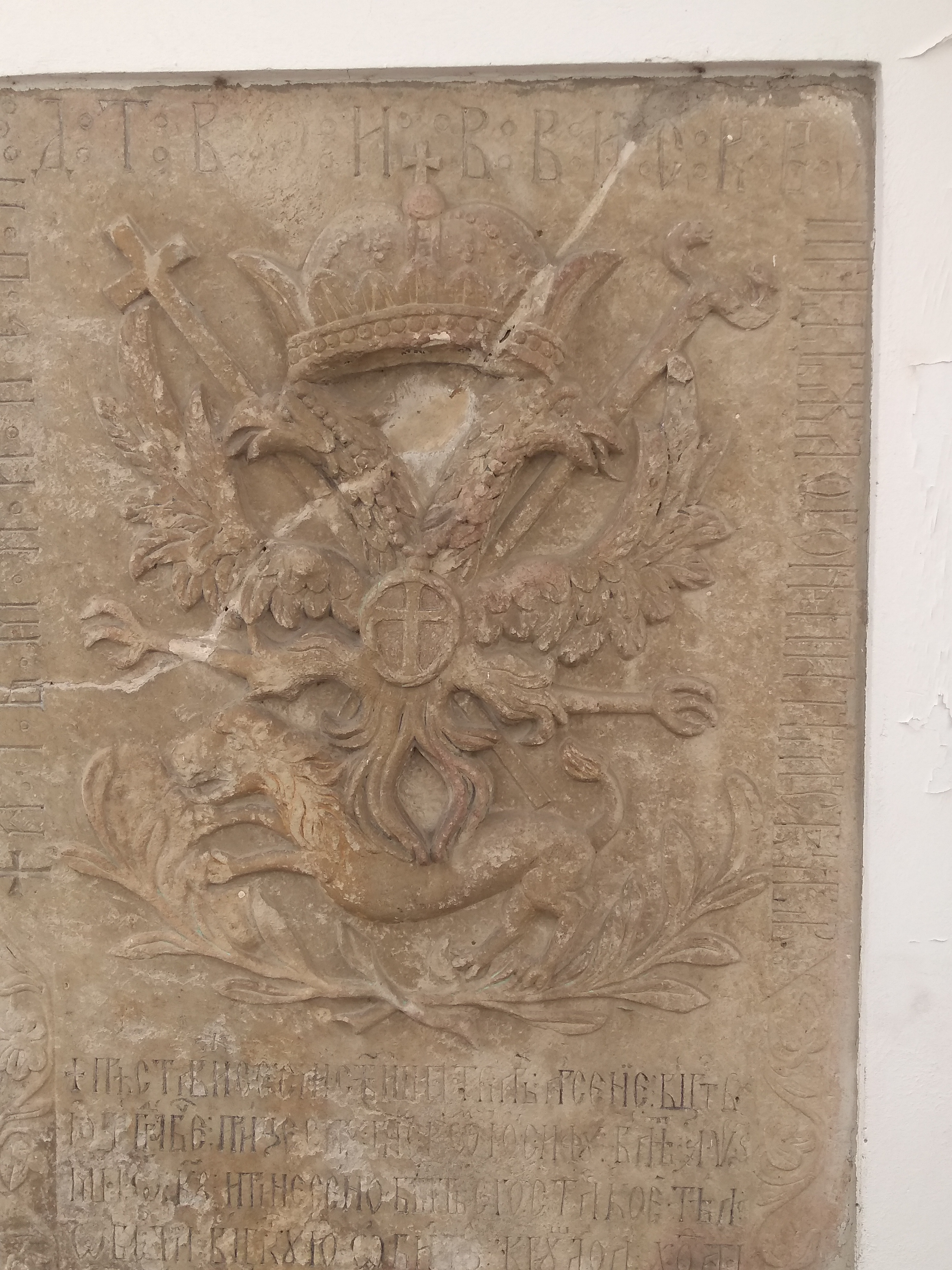
III. Arsenije epitáfiuma
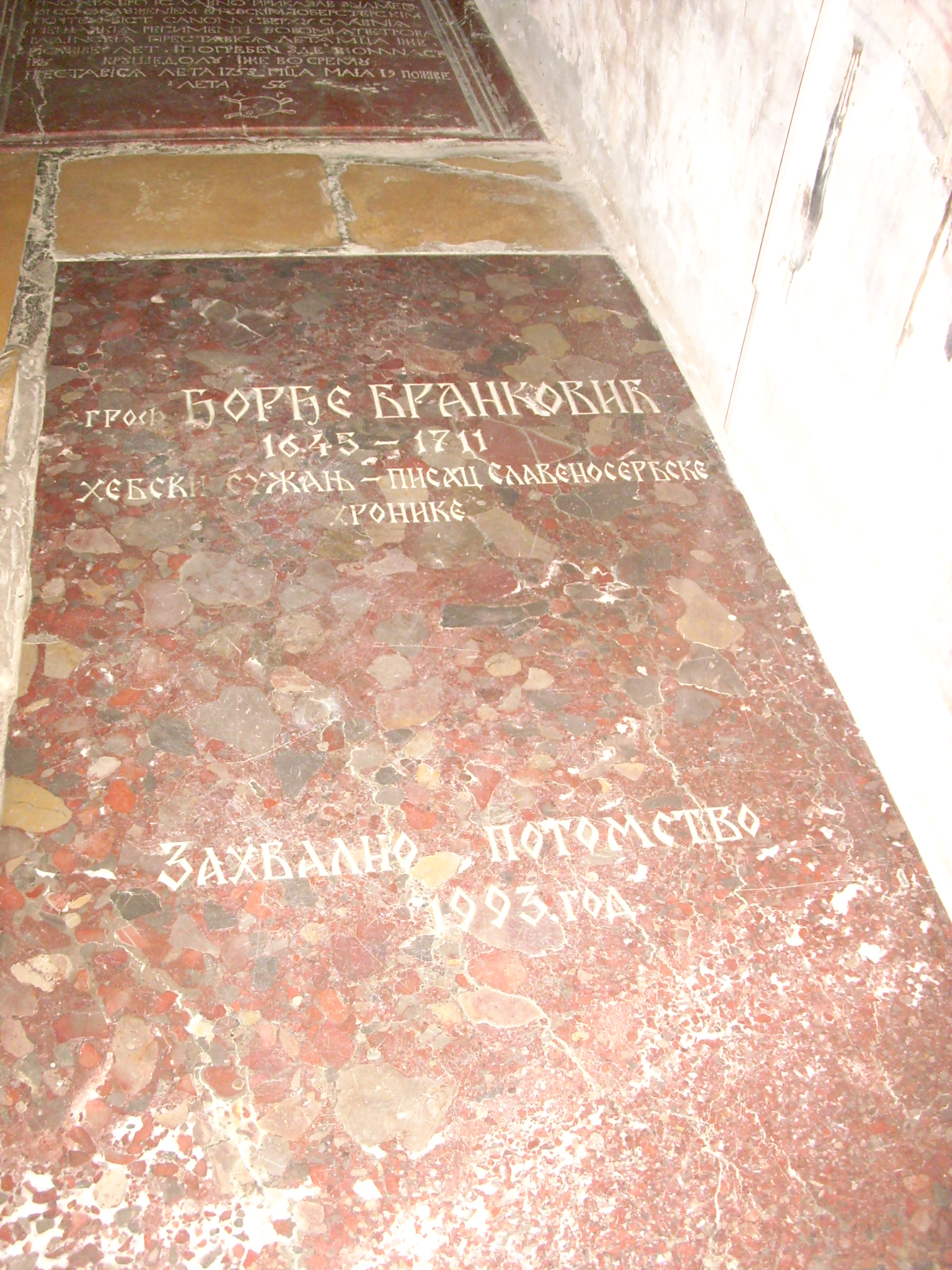
Brankovics György sírja

## Fordítás
- Ez a szócikk részben vagy egészben  a   Krušedol Monastery című angol Wikipédia-szócikk ezen változatának fordításán alapul.  Az eredeti cikk szerkesztőit annak laptörténete sorolja fel. Ez a jelzés csupán a megfogalmazás eredetét és a szerzői jogokat jelzi, nem szolgál a cikkben szereplő információk forrásmegjelöléseként.
- Ez a szócikk részben vagy egészben  a(z)   Манастир Крушедол című szerb Wikipédia-szócikk ezen változatának fordításán alapul.  Az eredeti cikk szerkesztőit annak laptörténete sorolja fel. Ez a jelzés csupán a megfogalmazás eredetét és a szerzői jogokat jelzi, nem szolgál a cikkben szereplő információk forrásmegjelöléseként.